# Тирупати
Тирупати (тел. తిరుపతి) је град у Индији у држави Андра Прадеш. Према незваничним резултатима пописа 2011. у граду је живело 287.035 становника.

## Становништво
Према незваничним резултатима пописа, у граду је 2011. живело 287.035 становника.
| 1991.   | 2001.   | 2011.   |
| ------- | ------- | ------- |
| 174.369 | 228.202 | 287.035 |